# Räpina pappersbruk

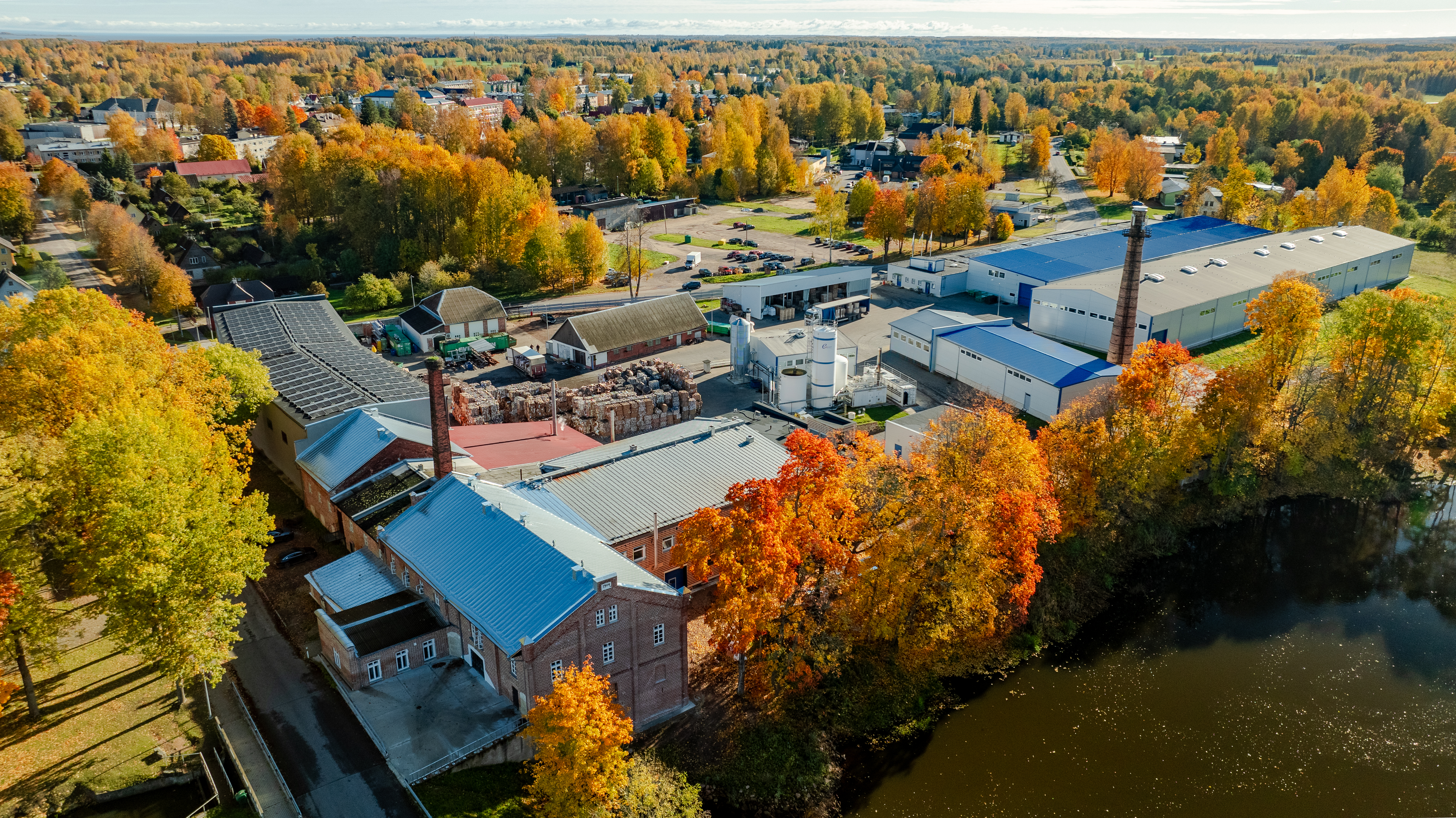
Räpina pappersbruk, hösten 2024.

Räpina pappersbruk (estniska: Räpina paberivabrik) är ett pappersbruk vid floden Võhandu jõgi i Räpina i Estland.
Bruket grundades år 1728 och är det äldsta industriföretag i landet som fortfarande är i drift. Det tillverkar kartong och olika förpackningsdetaljer samt kontorsmaterial och  akvarellpapper av returpapper. Fabriksbyggnaderna är kulturskyddade.

## Historia
År 1728 köpte den ryska greven Karl Gustav von Löwenwolde, som var medlem av Peter den stores hov, ett område i Räpina längs Estlands längsta flod, Võhandu jõgi. Han lät bygga en damm och ett tegelbruk samt ett sågverk, en kvarn och ett handpappersbruk som alla drevs med vatten från dammen.
Pappersbruket tillverkade papper av lump och startade sin verksamhet år 1734. Man tillverkade olika typer av papper och kartong med hjälp av experter från Sverige och Tyskland och var den första tillverkaren av takpapp inom Ryska imperiet. År 1865 installerades den första pappersmaskinen. Den följdes snart av ytterligare två maskiner och fabrikens sortiment kunde utökas från skriv- och tryckpapper till filtrerpapper, cigarettpapper och mjukpapper.
Estniska dagstidningar som Postimees, Sakala och Olevik har tryckts på papper från Räpina och efter Estlands  självständighetsförklaring år 1918 trycktes några av landets sedlar på brukets papper. Efter andra världskriget tillverkade man huvudsakligen takpapp och isoleringspapper.  
Fabriken byggdes om på 1970-talet och har senare moderniserats, senast år 2005.
År 2009 utgav Eesti Post ett frimärke till minne om företagets 275-års jubileum.